# キョーエイ (青森県)
株式会社キョーエイは、青森県黒石市に所在する、米とりんごの販売会社である。

## 沿革
- 1976年9月 - 「株式会社キョーエイ」設立。

## 事業

### りんごの販売
「青森りんごの会」と銘打ち、後述の「Mr.完熟りんご」やそれ以外の青森県産品のカタログ販売を実施している。
「Mr.完熟りんご」は、青森県産のりんごを長持ちの鮮度を活かした特殊パッケージで包装して、全国の量販店で販売しているりんごである。

### 米の販売
米の販売に関しては、「津軽平野・稲穂の会」と銘打って、通信販売を実施している。